# دنیل سی. الیور

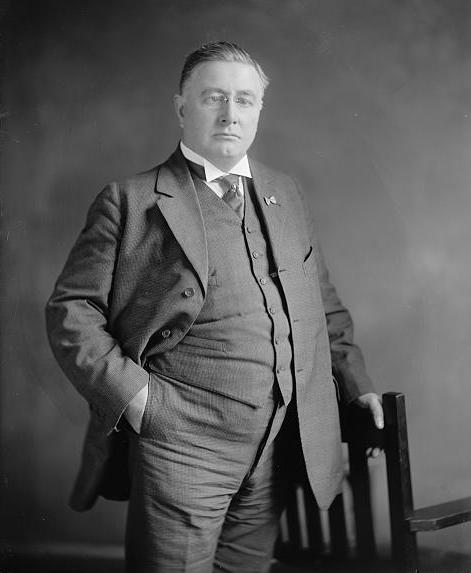
دنیل سی. الیور، نماینده مجلس از نیویورک

دنیل چارلز الیور (۶ اکتبر ۱۸۶۵ – ۲۶ مارس ۱۹۲۴) سیاستمدار آمریکایی از ایالت نیویورک بود.

## زندگی
الیور در شهر نیویورک متولد شد و در مدارس دولتی تحصیل کرد و از دانشگاه نیویورک فارغ‌التحصیل شد. وی بیست سال به عنوان عضو هیئت مدیره مدرسه خدمت کرد. وی وارد کننده کالاهای خشک بود و همچنین به عنوان عضو انجمن مسافران تجاری فعالیت می‌کرد.
وی در سالهای ۱۹۱۵ و ۱۹۱۶ عضو مجمع ایالتی نیویورک (شرکت نیویورک، بیست و سومین د) بود.
الیور به عنوان دموکرات در شصت و پنجمین کنگره ایالات متحده انتخاب شد و از ۴ مارس ۱۹۱۷ تا ۳ مارس ۱۹۱۹ در این سمت مسئولیت داشت. وی فعالیت‌های سابق تجاری خود را در شهر نیویورک از سر گرفت. وی در ۲۶ مارس ۱۹۲۴ به دلیل ذات الریه در خانه اش در آنجا درگذشت و در گورستان کالوری در وودساید، کوئینز به خاک سپرده شد.